# Figowiec dębolistny
Figowiec dębolistny, fikus lirolistny, fikus dębolistny, figa dębolistna (Ficus lyrata) – gatunek drzewa lub krzewu należący do rodziny morwowatych.

## Zasięg geograficzny
Zasięg występowania pokrywa większość tropikalnych lasów Afryki.

## Morfologia

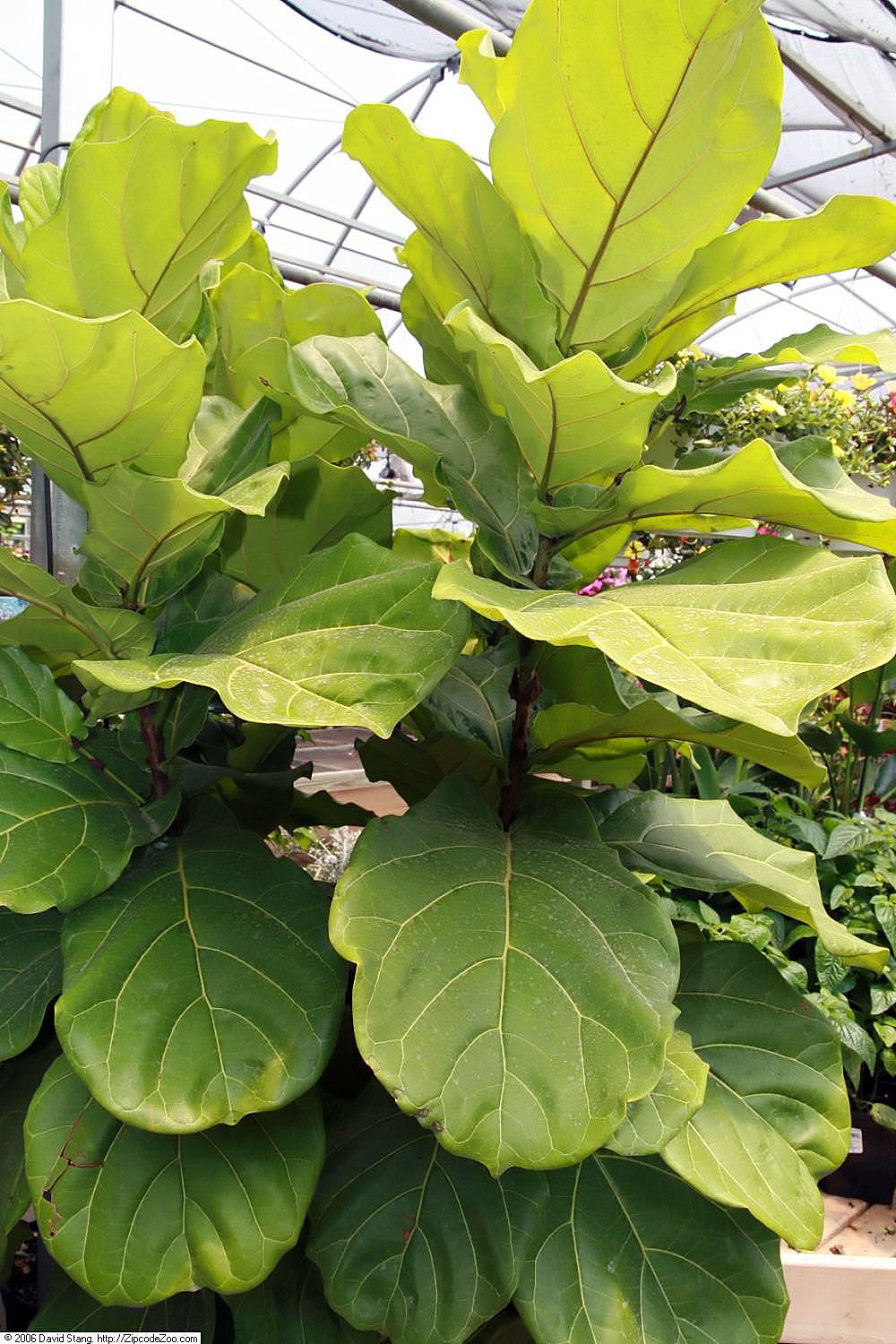
Liście

PokrójDwupienne drzewo lub krzew, osiągające do 16 metrów z czego od czterech do ośmiu metrów osiąga w ciągu pierwszych 20 lat.
PieńKora gładka. Pędy grube, zielone lub szare i pokryte gruzełkami. Wszystkie części rośliny zawierają sok mleczny, którego jednym z głównych składników jest kauczuk.
LiścieZimozielone, blaszki osiągają 45 cm długości i 28 cm szerokości, są dwu- lub czteroklapowe.
KwiatyJak u inny fikusów są rozdzielnopłciowe.

## Mrozoodporność
Figowiec dębolistny występuje w strefach od 10b do 11 strefy mrozoodporności, czyli przemarza poniżej temperatury 4,4 °C.